# 金光赫
金光赫（朝鲜语: 김광혁；英语: Kim Kwang-Hyok；1985年8月27日—），朝鮮足球运动员，入選過朝鮮國家奧運足球隊及朝鮮國家足球隊。曾經效力於朝鮮足球聯賽球會4.25體育團。
申勇南在2004年入選朝鮮國家足球隊，代表朝鮮參加2006年世界盃的預選賽。及後，參加2005年東亞足球錦標賽預賽，其中在對關島國家足球隊比賽中創出了國家隊和亞洲足協成立後的最大比分記錄，協助朝鮮奪得冠軍取得決賽席位，更以10球而獲得最佳射手。
2007年入選了朝鮮國家奧運足球隊參與了2008年夏季奧林匹克運動會男子足球比賽預選賽。後來，以超齡身分參與了2009年東亞運動會足球比賽，先後在對日本國家奧運足球隊、澳門奧運足球代表隊、香港奧運足球代表隊和韓國國家奧運足球隊比賽中以替補身分上陣，最後獲得第四名。

## 國際賽進球
朝鮮
| #  | 日期          | 場地         | 對手   | 進球 | 比數 | 比賽                     |
| -- | ------------- | ------------ | ------ | ---- | ---- | ------------------------ |
| 1  | 2005年3月9日  | 中華民國台北 | 蒙古国 | 1–0  | 6–0  | 2005年东亚足球锦标赛預賽 |
| 2  | 2005年3月9日  | 中華民國台北 | 蒙古国 | 4–0  | 6–0  | 2005年东亚足球锦标赛預賽 |
| 3  | 2005年3月9日  | 中華民國台北 | 蒙古国 | 6–0  | 6–0  | 2005年东亚足球锦标赛預賽 |
| 4  | 2005年3月11日 | 中華民國台北 | 關島   | 0–4  | 0–21 | 2005年东亚足球锦标赛預賽 |
| 5  | 2005年3月11日 | 中華民國台北 | 關島   | 0–10 | 0–21 | 2005年东亚足球锦标赛預賽 |
| 6  | 2005年3月11日 | 中華民國台北 | 關島   | 0–11 | 0–21 | 2005年东亚足球锦标赛預賽 |
| 7  | 2005年3月11日 | 中華民國台北 | 關島   | 0–13 | 0–21 | 2005年东亚足球锦标赛預賽 |
| 8  | 2005年3月11日 | 中華民國台北 | 關島   | 0–16 | 0–21 | 2005年东亚足球锦标赛預賽 |
| 9  | 2005年3月11日 | 中華民國台北 | 關島   | 0–17 | 0–21 | 2005年东亚足球锦标赛預賽 |
| 10 | 2005年3月11日 | 中華民國台北 | 關島   | 0–18 | 0–21 | 2005年东亚足球锦标赛預賽 |

朝鮮U-23
| # | 日期          | 場地     | 對手   | 進球 | 比數 | 比賽                               |
| - | ------------- | -------- | ------ | ---- | ---- | ---------------------------------- |
| 1 | 2007年3月14日 | 朝鮮平壤 | 伊拉克 | 2–1  | 2–2  | 2008年夏季奧林匹克運動會足球預選賽 |

## 榮譽

### 國家隊
朝鮮
- 東亞足球錦標賽預賽冠軍：2005年；

4.25體育團
- 朝鮮足球甲組聯賽冠軍（2）：2010年、2011年；

### 個人
- 東亞足球錦標賽預賽最佳射手：2005年；

## 外部連結
- 金光赫在National-Football-Teams.com的資料